# جورج ستيفنز (صحفي)
جورج ستيفنز (بالإنجليزية: George Stephens)‏ هو صحفي أمريكي، ولد في 8 أبريل 1873 في سمرفيلد في الولايات المتحدة، وتوفي في 1 أبريل 1946 في آشفيل في الولايات المتحدة.